# Mallochohelea satelles
Mallochohelea satelles är en tvåvingeart som beskrevs av Debenham 1974. Mallochohelea satelles ingår i släktet Mallochohelea och familjen svidknott. Inga underarter finns listade i Catalogue of Life.